# Ивлита
Ивлита (груз. ივლიტა) — село в Грузии, на территории Ахалцихского муниципалитета края (мхаре) Самцхе-Джавахети.

## География
Село находится в южной части Грузии, на левом берегу реки Поцхови, на расстоянии приблизительно 1 километра (по прямой) к западу от города Ахалцихе, административного центра муниципалитета. Абсолютная высота — 996 метров над уровнем моря.

## Население
По результатам официальной переписи населения 2014 года, в Ивлите проживало 227 человек (124 мужчины и 103 женщины). В национальной структуре населения грузины составляли 89 %, армяне — 10,6 %, русские — 0,4 %.
| Год  | Население, человек |
| ---- | ------------------ |
| 2002 | 231                |
| 2014 | ↘ 227              |